# Federação Nigeriana de Ginástica
A Federação Nigeriana de Ginástica (em inglês:  Gymnastics Federation of Nigeria) é o órgão regulador geral dos esportes de ginástica na Nigéria. Fundado em 1975, o órgão é afiliado à Federação Internacional de Ginástica com a missão de "um desenvolvimento integral da ginástica na Nigéria e além".